# Pârâul Rău, Urlătoarea
Pârâul Rău este un afluent al râului Urlătoarea. 

## Hărți
- Harta Județului Brașov
- Harta Munților Bucegi  Arhivat în 28 mai 2008, la Wayback Machine.